# Тимерля (приток Тайрука)
Тимерля (баш. Тимерле — железистый, содержащий железо) — река в России, протекает по Ишимбайскому району Башкортостана. Левый приток Тайрука. Встречается написание Темерля. Впадает в Тайрук чуть выше микрорайона Смакаево города Ишимбая. Высота устья — 158,8 м над уровнем моря. На реке расположена деревня Малобаиково.